# Хучжен
Хучжен (кит.: 呼徵; д/н — 179) — шаньюй південних хунну в 178—179 роках.

## Життєпис
Син шаньюя Тутежоші Чжуцзю. Відомостіпро нього доволі обмежені. Після смерті батька 178 року посів трон. 179 року погиркався з дуляо-гянгюнєм (урядником над південними хунну) Чжао Сю, який наказав стратити шаньюя. На його місце було поставлено західного тукі-вана Цянцюя.